# Asplenium eutecnum
Asplenium eutecnum är en svartbräkenväxtart som beskrevs av Alan Reid Smith. Asplenium eutecnum ingår i släktet Asplenium och familjen Aspleniaceae. Inga underarter finns listade.